# داکاری جانسون
داکاری جانسون (انگلیسی: Dakari Johnson؛ زادهٔ ۲۲ سپتامبر ۱۹۹۵) بازیکن بسکتبال اهل ایالات متحده آمریکا است.
از باشگاه‌هایی که در آن بازی کرده‌است می‌توان به بسکتبال مردان کنتاکی وایلدکتز اشاره کرد.
وی در مسابقات کشوری و بین‌المللی در مجموع برندهٔ ۱ مدال طلا شده‌است.